# Rhododendron magniflorum
Rhododendron magniflorum là một loài thực vật có hoa trong họ Thạch nam. Loài này được W.K. Hu miêu tả khoa học đầu tiên năm 1988.